# Theridion exlineae
Theridion exlineae är en spindelart som beskrevs av Claude Lévi 1963. Theridion exlineae ingår i släktet Theridion och familjen klotspindlar. Inga underarter finns listade i Catalogue of Life.